# Anotimpurile morții

## Subiect

### Vara
Jack străbate un deșert fierbinte. Soarele dogorește. Atmosfera încinsă dă naștere la niște fâșii tulburi care se reped asupra lui Jack. Jack încearcă să se apere, dar este în zadar, nălucile se formează iar și iar și nu pot fi dovedite. Obosit, Jack închide ochii și își dă seama că nălucile sunt doar rodul propriei imaginații, înfierbântate de caniculă. Atunci se concentrează și își recapătă luciditatea.

### Toamna
O creatură meschină adună frunze uscate și flori de toamnă și le duce într-un laborator aflat într-o moară de vânt. Aici le prelucrează, le amestecă cu diferite substanțe și obține o licoare întunecată. Apoi iese și varsă licoarea într-o fântână de la marginea drumului, după care se pitește în tufișurile din apropiere și așteaptă.
Jack ajunge la fântână, dă să bea apă, dar aude un zgomot ciudat, anume plescăitul balelor creaturii, nerăbdătoare să-și vadă otrava acționând. Jack bea totuși, după care începe să acuze dureri și se prăbușește. Creatura iese din ascunzătoare și atunci Jack o prinde și îi scuipă în gură apa sorbită, pe care se vede că nu o băuse, ci doar o ținuse în gură. Creatura înghite apa otrăvită și se transformă pe loc într-un morman de frunze moarte. Jack distruge fântâna.

### Iarna
Un trib de oameni ai zăpezilor extrag minereu din munte, îl topesc și forjază o sabie. Apoi supun sabia la temperaturi extreme: mai întâi o închid într-un bloc de gheață, apoi pun un balaur cu coarne să sufle foc asupră-i. Apoi o ascut și o duc la un vrăjitor care pictează pe ea niște glife magice. Conducătorul tribului înfinge sabia într-o stâncă, după care începe o luptă între războinicii tribului pentru dreptul de a mânui sabia. Învingătorul  trage sabia din stâncă și iese cu ea afară în zăpadă și viscol.
Jack ajunge în trecătoarea păzită de războinic, iar acesta îl atacă, dar la contactul cu sabia lui Jack, sabia războinicului zăpezilor se rupe. Războinicul rămâne umilit în zăpadă, iar Jack își continuă drumul.

### Primăvara
Jack intră într-un crâng, care începe să înflorească în jurul lui, pe măsură ce el înaintează. Ajunge la o floare mare, a cărei cupă se dechide dând la iveală o zână care îl ispitește la relaxare. Jack se codește, dar până la urmă acceptă să-și lase capul în poala zânei și să se lase în voia ei. Dar nu închide bine ochii că îi apare fața lui Aku, ca o vedenie. Jack se neliniștește, dar zâna îl îmbie iar la somn. Când îi apare Aku pentru a treia oară, Jack dă să se ridice, dar se trezește înlănțuit de tulpini ghimpate. Furios, le rupe și se repede asupra zânei, dar un gard viu țâșnește din pământ și o protejează, iar crângul revine deodată la înfățișarea dinaintea înfloririi și Jack îl părăsește.